# Pg. 99
pg.99 (auch pageninetynine) war eine Emocore-Band aus Sterling, Virginia USA, deren Stil auch mit Screamo umschrieben werden kann.

## Geschichte
Die Band kommt aus der D.C. Hardcore-Punk-Szene, die in der nahegelegenen Hauptstadt der USA Washington, D.C. ihr Zentrum hat. Im Laufe ihrer Zeit wechselten die Bassisten häufiger sowie auch die Gitarristen. Die Band veröffentlichte einige Splits mit anderen Bands und war sehr oft auf US-Tour. Nachdem die Band 2003 aufgelöst wurde, spielen viele der ehemaligen Bandmitglieder in anderen Gruppen. Pygmy Lush, High Speed Changer, Haram, aber vor allem City of Caterpillar, um nur einige zu nennen.

## Stil
Der Stil der Band bewegt sich im Bereich des Emos. Langsame, monotonere Gesangs- und Melodiepassagen wechseln sich mit – auch längeren – brachialen, chaotischen Schreiparts ab. Weiterhin gibt es auch sehr schnell gespielte Songteile, wie dies eher im Screamo üblich ist. Dabei experimentiert die Band aber auch mit anderen Genres und Stilen, etwa Grindcore oder Noiserock.
Der Sound der Band wird auch so beschrieben:

“pg.99’s combination of Heroin like chaotic sections and even more intense grind like guitar playing caused the band to create quite the stir in their five year existence.”

## Diskografie

### EPs/Splits
- Split mit Enemy Soil, 7″ (Sacapuntas Records, 1999)
- Split mit Reactor No. 7, 7″ (Robodog Records, 1999)
- Split 7" mit Process is Dead (Witching Hour Records, 2000)
- Split A Split Personality mit City of Caterpillar, 7″ (Level Plane Records, 2001)
- Split Do You Need A Play To Stay? mit Waifle, Live LP/CD (Magic Bullet Records, 2001)
- Split mit Majority Rule, CD/LP (Magic Bullet Records, 2002)
- Split Pyramids in Cloth mit Circle Takes the Square, 7″ (Perpetual Motion Machine Records, 2002)

### Demos/Alben
- Demo Tape (self-released, 1999)
- First full-length, LP/CD (Reptilian Records, 2000)
- LP/CD (Magic Bullet Records / Happy Couples Never Last, 2001)
- LP/CD (Robotic Empire / Electric Human Project / Scene Police, 2001)

### Sonstiges
- Tour, 6" (Robodog Records, 1999)
- Reissue von zwei älteren Splits, 7″ (Robotic Empire, 2002)
- CD mit allen Vinyl-, Sampler- und Demo-Songs (Reptilian Records, 2003)